# Walter Schmitt (Mediziner, 1911)
Walter Schmitt (* 30. Juli 1911 in Straßburg; † 6. Juni 2005 in Rostock) war ein deutscher Chirurg. Von 1957 bis 1976 war er Direktor der Chirurgischen Universitätsklinik Rostock.

## Leben
Schmitt war das einzige Kind des Städtebauingenieurs August Schmitt (1884–1950) und seiner Frau Thea Schmitt geb. Gernegroß (1884–1963). Im Reichsland Elsaß-Lothringen zur Welt gekommen, wuchs er in Berlin auf. Dort besuchte er das Askanische Gymnasium. Nach dem Abitur studierte er von 1931 bis 1936 an der Friedrich-Wilhelms-Universität zu Berlin Medizin. 1937 wurde er in Berlin zum Dr. med. promoviert. Medizinalpraktikant war er bei Willi Felix im Krankenhaus Britz. 1937/38 vertrat er praktische Ärzte. Nach der Approbation widmete er sich der Chirurgie. Von 1938 bis 1942 war er Assistenzarzt bei Mathies am Krankenhaus Wilkestift in Guben (Niederlausitz). Daneben diente er ab 1939 als Abteilungsarzt im Reservelazarett Guben. In Guben lernte er auch seine Frau Jutta kennen, die ihm drei Kinder schenkte. Im Zweiten Weltkrieg diente Schmitt von 1942 bis 1945 als Sanitätsoffizier, zuletzt als Stabsarzt der Reserve im Heer (Wehrmacht), vor allem an der Ostfront. Bei Kriegsende geriet er in Kriegsgefangenschaft, aus der er nach kurzer Zeit entlassen wurde. Anschließend war er 1945/46 leitender Arzt am Städtischen Krankenhaus in Ohrdruf und Oberarzt am Landeskrankenhaus Gotha.

### Greifswald
1946 ging er zu seinem früheren Chef Willi Felix, der inzwischen Professor an der Ernst-Moritz-Arndt-Universität Greifswald geworden war. Bei ihm habilitierte er sich 1949. Als Felix 1950 auf den Lehrstuhl der Charité kam, übernahm Schmitt in Greifswald kommissarisch für zwei Jahre die Klinikleitung und den Lehrstuhl. 1953 erhielt er eine außerplanmäßiger Professur. 1956/57 war er noch einmal Kommissar. In den Greifswalder Jahren initiierte er wichtige Funktionsbereiche und Arbeitsgebiete: eine klinikeigene Blutbank, eine orthopädische Ambulanz, spezielle Arbeitsbereiche für Anästhesie, Röntgendiagnostik und Urologie. Gefördert vom Pädiater Hubertus Brieger, spezialisierte sich Schmitt in der Chirurgie von Neugeborenen, Säuglingen und Kleinkindern. Von ihm eingerichtet wurde eine Station für Kleinkinder, die er als Oberarzt leitete. Operiert wurden Atresien, angeborene Zwerchfelldefekte, Megakolon, Blasenekstrophie und Myelomeningeozelen. Aus der besonderen Beschäftigung mit Verbrühungen im Kindesalter und der Behandlung von Wundinfektionen erarbeitete er mit dem Mikrobiologen Siegfried Ortel ein Konzept zur lokalen Applikation von Antibiotika auf Wunden. In die Greifswalder Jahre fiel auch die ersten längeren Auslandsaufenthalte: 1953 Chirurgie Budapest, 1954 Thoraxchirurgie Malmö, 1955 Kinderchirurgie im Great Ormond Street Hospital.

### Rostock
1957 wurde er auf den Lehrstuhl der Universität Rostock berufen. Dort war er bis 1976 Professor für Chirurgie und Kinderchirurgie. Außerdem war er Direktor der chirurgischen Universitätsklinik. Er betrieb die Entwicklung der Chirurgie nach seinen Vorstellungen und gründete bis 1967 mehrere Abteilungen, denen jeweils ein Hochschullehrer vorstand. Nach 19 Dienstjahren wurde er 1976 emeritiert. Er schrieb über 150 Publikationen und veröffentlichte 1980 eine Aphorismensammlung. Von 1972 bis 1985 war er Chefredakteur des Zentralblatts für Chirurgie. In seinen letzten Jahren unternahm er Vortragsreisen durch West- und Osteuropa.

## Ehrungen
- Auswärtiges Mitglied in der British Association of Pediatric Surgeons (1955)
- Mitglied im wissenschaftlichen Beirat für das Fach Medizin beim Staatssekretariat für Hochschulwesen (1957)
- Präsident der Gesellschaft für Chirurgie der DDR (1967–1969)
- Vorstandsmitglied der Société Internationale Chirurgie als Vertreter der DDR (1967)
- Korrespondierendes Mitglied der Österreichischen Gesellschaft für Chirurgie (1974)
- Korrespondierendes Mitglied der Real Academia de Medicina y Cirugía de Granada (1983)
- Erster Vorsitzender der Gesellschaft für Chirurgie an den Universität Greifswald und Rostock[3]
- Nationalpreis der DDR (1960)
- Ehrenmitglied der Ungarischen Chirurgengesellschaft (1968)
- Ehrenplakette der Gesellschaft für Klinische Medizin (1970)
- Obermedizinalrat (DDR) (1971)
- Vaterländischer Verdienstorden in Bronze (1976)
- Ehrenmitglied der Chirurgischen Gesellschaft der ČSSR (1976)
- Sauerbruch-Medaille der Gesellschaft für Chirurgie der DDR (1977)
- Ehrendoktor der Universität Rostock  (1981)

## Veröffentlichungen (Auswahl)
Monographien
- Die Novocainblockade des Ganglion stellatum. Indikationen und Technik. Johann Ambrosius Barth Verlag, Leipzig 1951.
- mit Alexander Bienengräber und Wolf-Dietrich von Keiser: Allgemeine Chirurgie. Theoretische Grundlagen der operativen Medizin. Johann Ambrosius Barth Verlag, Leipzig 1955; 8. Auflage ebenda 1977 (bis 1991 elf Auflagen, eine englische (1963) und eine russische Ausgabe).
- mit Renée Fonó, Imre Littmann und Milkó Vilmos: Die kongenitalen Fehler des Herzens und der großen Gefäße. Diagnostik und operative Behandlung. Leipzig 1957.
- mit Josef Kudász: Wiederherstellungschirurgie an Herz und Herzbeutel. Berlin 1959.
- Eilig verschwindet die Zeit. Erinnerungen eines Chirurgen. Hinstorff, Rostock  2003.

Herausgaben
- Chirurgie der Infektionen. Leipzig 1968; 3. Auflage 1991.
- Aphorismen, Sentenzen und anderes, nicht nur für Mediziner. Leipzig 1980; 6. Auflage 1990.